# Achyrodon nanus
Achyrodon nanus és una espècie extinta de mamífer driolèstide de la família dels driolèstids que visqueren a Europa durant el Cretaci inferior. Se n'han trobat restes fòssils al Regne Unit. Es tracta de l'única espècie reconeguda del gènere Achyrodon. Anteriorment, aquest gènere també contenia l'espècie A. pusillus, un xic més grossa, que fou traslladada a Amblotherium amb el nom A. pusillum. De fet, A. nanus també fou reassignat a Amblotherium durant un temps, però estudis més recents n'han confirmat la classificació en un gènere a part. El nom genèric Achyrodon es refereix a la semblança entre les cúspides de les dents i un brodat de tapís, mentre que el nom específic nanus significa 'nan' en llatí.